# Старые Карамалы (Татарстан)
Старые Карамалы (тат. Иcке Карамалы) — село в Муслюмовском районе Татарстана, административный центр Старокарамалинского сельского поселения. 
Почтовый индекс — 423982, код ОКАТО — 92242000054.

## Географическое положение
Находится на востоке района на берегу реки Калмия в месте впадения в неё Карамалинки, в 26 км от районного центра Муслюмово. Через село проходит автодорога Альметьевск — Муслюмово — Старое Байсарово (М7).

## История
В «Списке населенных мест по сведениям 1870 года», изданном в 1877 году, населённый пункт упомянут как деревня Карамалы (Калмия) 1-го стана Мензелинского уезда Уфимской губернии. Располагалась при речке Калмие, по правую сторону почтового тракта из Мензелинска в Бирск, в 60 верстах от уездного города Мензелинска и в 35 верстах от становой квартиры в деревне Поисева. В деревне, в 58 дворах жили 351 человек (190 мужчин и 161 женщина, башкиры, татары), была мечеть. Жители занимались земледелием, скотоводством.
По сведениям переписи 1897 года, в деревне Карамалы Мензелинского уезда Уфимской губернии жили 635 человек (329 мужчин и 306 женщин), все мусульмане.